# Jian (Ära)
Jian (japanisch 治安) ist eine japanische Ära (Nengō) von März 1021 bis August 1024 nach dem gregorianischen Kalender. Der vorhergehende Äraname ist Kannin, die nachfolgende Ära heißt Manju. Die Ära fällt in die Regierungszeit des Kaisers (Tennō) Go-Ichijō.
Der erste Tag der Jian-Ära entspricht dem 17. März 1021, der letzte Tag war der 18. August 1024. Die Jian-Ära dauerte vier Jahre oder 1251 Tage.

## Ereignisse
- 1023 Eine Epidemie sucht Kyōto heim